# Kenneth Wilson (Leichtathlet)

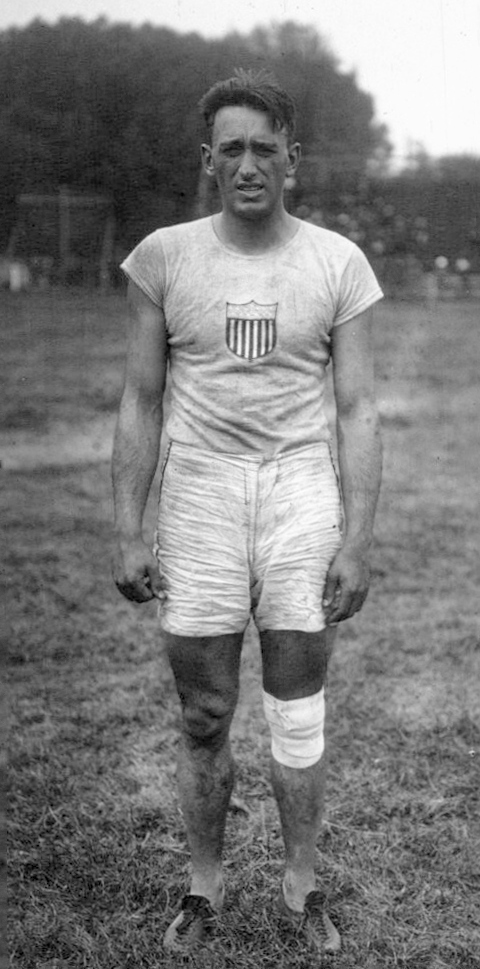
Kenneth Wilson, 1920

Kenneth Leon Wilson (* 27. März 1896 in Atwood (Illinois); † 2. Februar 1979 in Wilmette, Illinois) war ein US-amerikanischer Leichtathlet und Sportfunktionär, der in den frühen 1920er-Jahren als Diskus- und Speerwerfer aktiv war. 
Kenneth Wilson, dem man den Spitznamen Tug gegeben hatte, startete für die Chicago AA. Er hatte sich im Juli 1920 bei den US-Ausscheidungen für die Olympischen Spiele in Antwerpen als Drittplatzierter mit einer Leistung von 52,56 m für den Speerwurf qualifiziert.  Seine Bestleistung im Speerwurf lag bei 55,47 m, erzielt am 26. Juni 1920 in Chicago.
Überraschenderweise nahm er jedoch nicht am Speerwurf teil, sondern startete im Diskuswurf, in dem er bislang noch nie in Erscheinung getreten war. Mit einer Weite von 37,58 m belegte er Platz 10 in der Qualifikationsrunde und schied aus. Um den sechsten Platz, der zum Einzug ins Finale berechtigte, zu erreichen, hätte er zwei Meter weiter werfen müssen.
Nach seiner aktiven Laufbahn betätigte sich Kenneth Wilson in der Administration. Von 1945 bis 1961 war er als Commissioner der Big Ten Conference tätig. Bei der National Collegiate Athletic Association wurde er Sekretär des Schatzmeisters. Von 1953 bis 1965 war er Präsident des United States Olympic Committee (USOC).